# Талаєво
Талаєво (рос. Талаево) — присілок у Солнечногорському районі Московської області Російської Федерації.

## Розташування
Талаєво входить до складу міського поселення Солнечногорськ, воно розташовано на схід від Солнечногорська, поруч із озером Сенеж. Найближчі населені пункти — Дубиніно, Сенеж, Редіно, Рекіно-Хрести.

## Населення
Станом на 2006 рік у присілку проживало 20 осіб.